# Мокшанова, Татьяна Петровна
Татьяна Петровна Мокшанова (в замужестве Швецова, эрз.  Мокшановонь Татьяна; род. 9 января 1984 года в селе Багана) — эрзянская поэтесса, переводчик и редактор. Член Союза писателей России (с 2014 года). Лауреат литературной премия Главы Республики Мордовия для молодых авторов (2006).

## Биография
Татьяна Мокшанова родилась 9 января 1984 года в селе Багана Шенталинского района Самарской области. в 2001 году окончила Баганинскую среднюю школу и поступила на эрзянское отделение филологического факультета МГУ им Н. П. Огарёва, который окончила в 2006 году с отличием.
Участница II литературного университета молодых переводчиков финно-угорских народов памяти А. Е. Ванеева (Сыктывкар), Республиканском образовательном проекте «Этношкола в библиотеке» (Подлесная Тавла, Мордовия), круглого стола «Национальная литература в культурном пространстве Российской Федерации» (Казань), Фестиваля национальных литератур народов России (Нижний Новгород, с. Большое Болдино), международного фестиваля «Книжная Сибирь»(Новосибирск).
Наравне с писательницами из Мордовии: Валентиной Мишаниной, Евдокией Терёшкиной, Тамарой Барговой, Татьяной Разгуляевой, Ольгой Сусоревой молодой автор Татьяна Мокшанова входит в перечень авторов «женская проза Мордовии».
Переводит на эрзянский язык стихи удмуртских, русских, венгерских, украинских авторов.
Работает редактором отдела в детско-юношеском журнале на эрзянском языке «Чилисема» (рус. Восход солнца). В настоящее время — аспирант кафедры финно-угорских литератур. C октября 2021 года председатель Союза писателей Мордовии.
Печаталась в газетах «Шенталинские вести», «Слободские куранты», «Округа», «Эрзянь Мастор», «Валдо ойме» (рус. Светлая душа), «Эрзянь правда», журнале «Сятко»(рус. Искра).

### Личная жизнь
Живёт в Саранске. Имеет двоих детей: Михаила и Маргариту.
Сама вышила себе национальный эрзянский костюм и на празднике «Раськень Озкс» в июле 2022 года заняла в конкурсе костюмов второе место.

## Творчество

### Книги
- Мокшанова Т. Эрьгекерькс : стихть / Татьяна Мокшанова; [артыцясь В. И. Федюнин]. — Саранск : «Красный Октябрь» типографиясь, 2006. — 41, [3] с.
- Мокшанова Т. Толонь лопат : стихть / Татьяна Мокшанова. — Саранск, 2010. — 80, [3] с. — Мордов.-эрзя яз. — ISBN 978-5-7493-1494-6.
- Мокшанова Т. П. Оймамо тарка : валморот / Татьяна Мокшанова; [художники: Ю. А. Кузьмина, В. И. Федюнин]. — Саранск : Книга, 2022. — 150, [1] с. : ил., портр. ; 18 см. — Текст на мордовском-эрзя языке. — 300 экз. — ISBN 978-5-6047873-2-8 (в пер.). — [22-30].

### Публикации в коллективных сборниках
- «От Урала до Невы» — Библиотека «Лилии», Челябинск: полиграфическое объединение «Книга», 2001 г.
- «Монь вайгелем» — Саранск: Мордовское книжное издательство, 2005. — 128 с. — ISBN 5-7595-1675-2.
- «Первая капель» — Самара: Типография ООО «Офорт», 2005 г.
- «Литературный сентябрь» — Саранск: ИД « Книга», 206 г.
- «Эскелькс» — Саранск: Издательство Мордовского университета, 2008 г.
- «Эрзянь валске» — Киев: Эрзянь Вал нолдамо кудось, 2011. — 64 лл. Эрзя. (2Рос=эрз)6-5
- «Тешкс» — Саранск: Литературный фонд России, 2004 г.
- «Современная литература народов России». Детская литература. Антология. — М.: Организационный комитет по поддержке литературы, книгоиздания и чтения в Российской Федерации; Фонд социально-экономических и интеллектуальных программ; Объёдиненное гуманитарное издательство, 2017. — 608 с. ISBN 978-5-94282-801-1.

## Фотогалерея

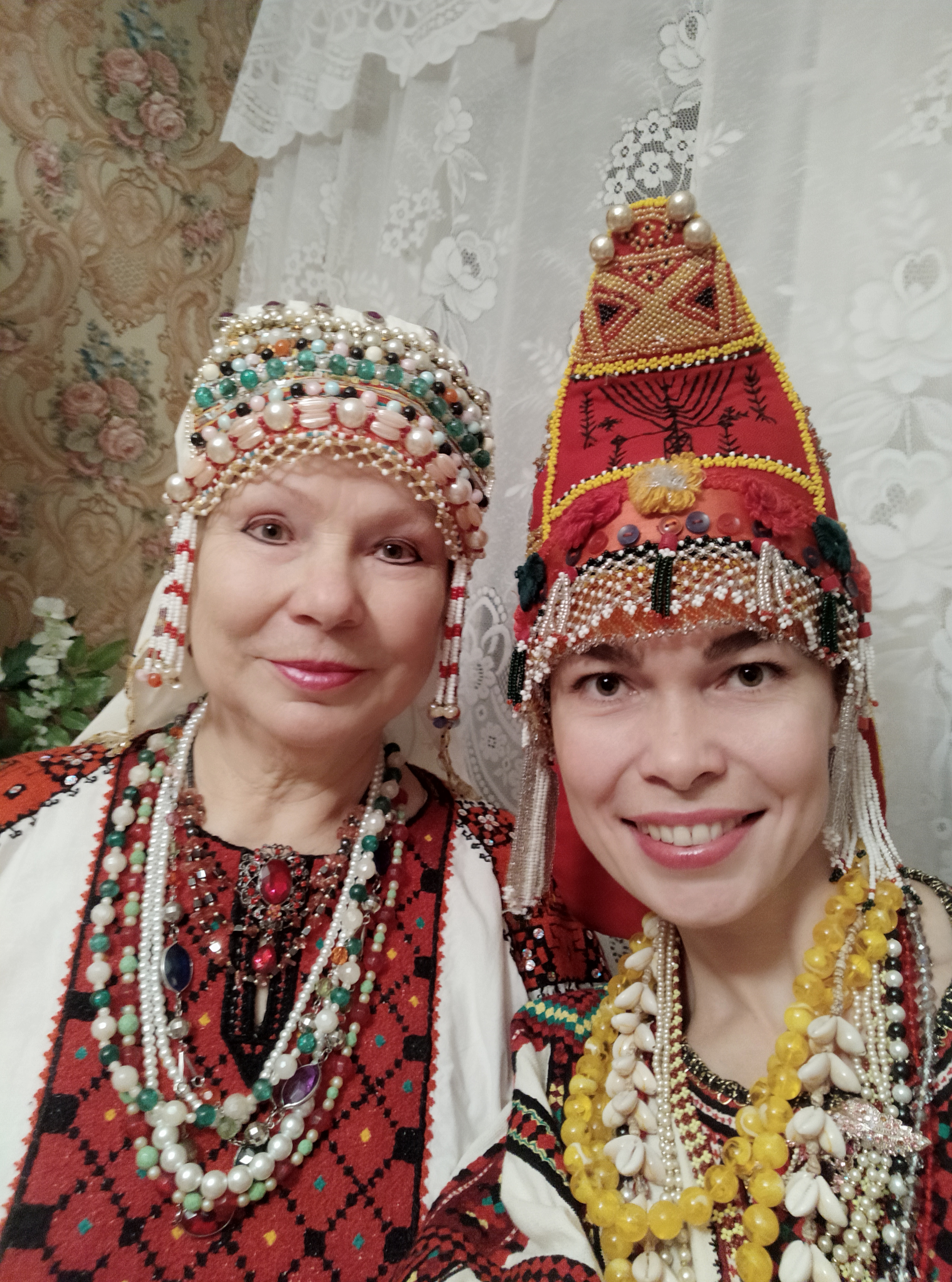
С эрзянской поэтессой Маризь Кемаль в традиционной эрзянской одежде
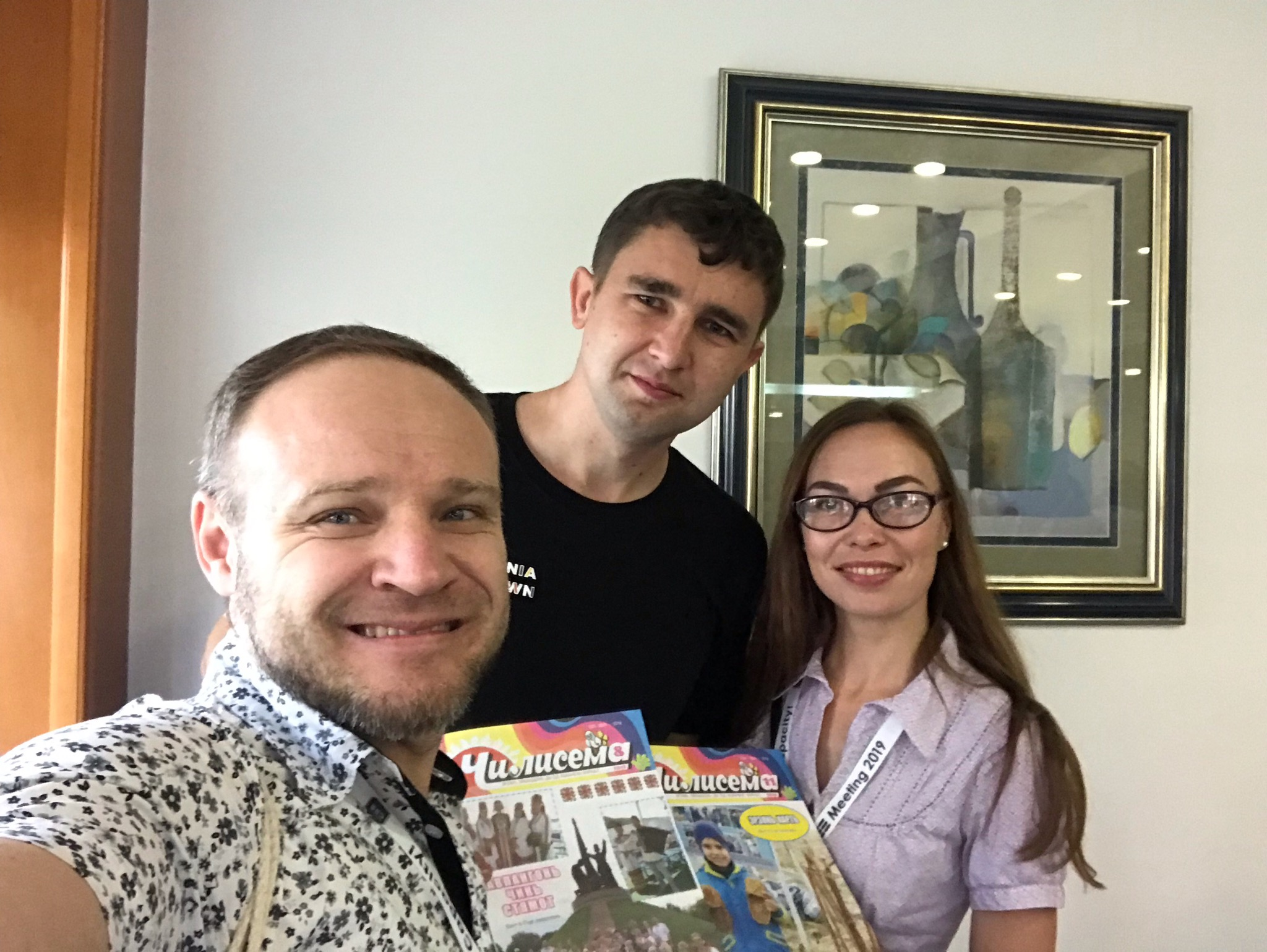
Журнал «Чилисема» уехал к друзьям
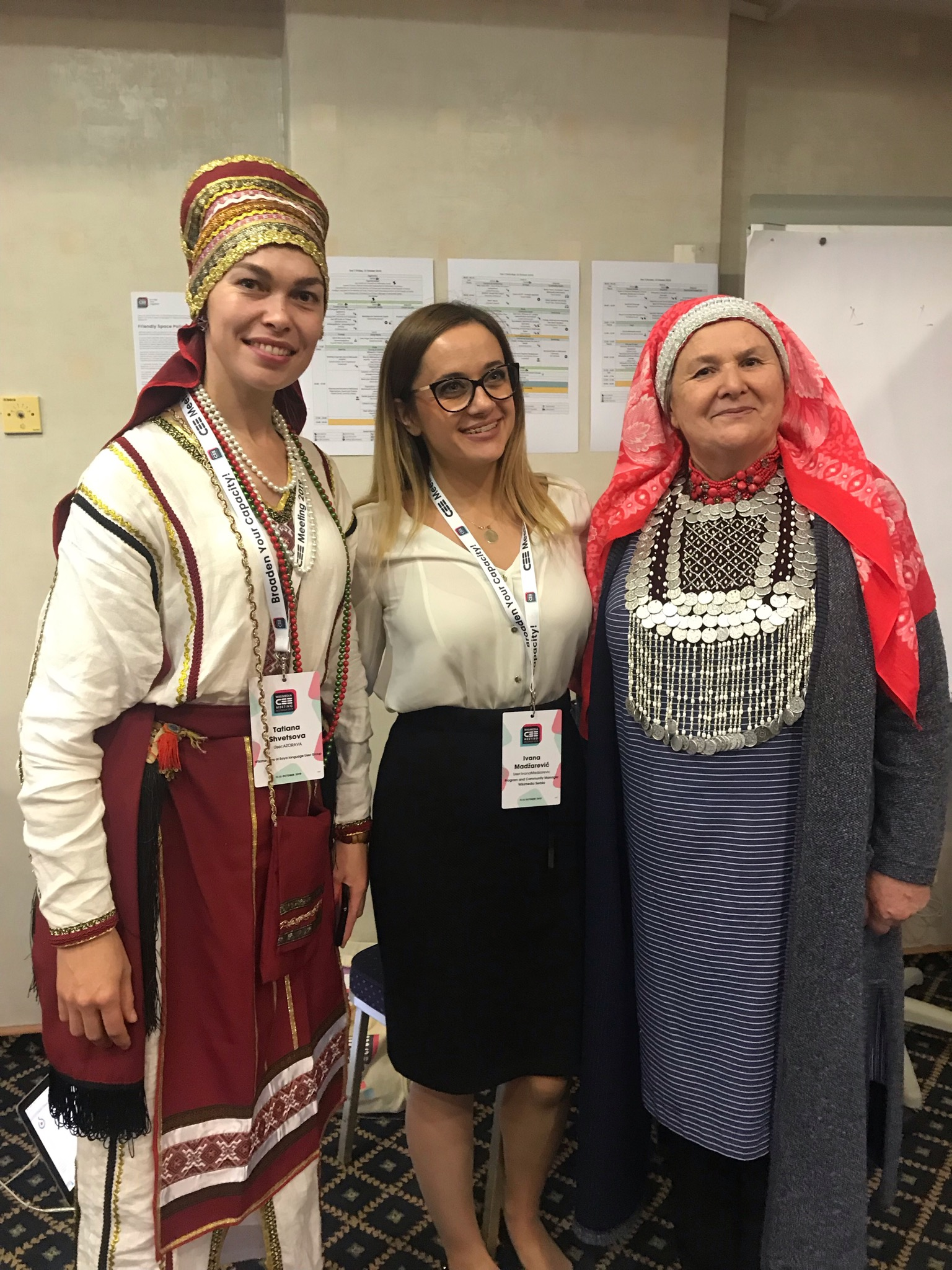
С представителями Башкирии и Сербии на конференции Wikimedia CEE Meeting 2019. Белград.